# Surinaamse parlementsverkiezingen 1918
De Surinaamse parlementsverkiezingen in 1918 vonden plaats in maart van dat jaar. 
Er konden vier leden voor de Koloniale Staten gekozen worden in verband met het periodiek aftreden van W. Dijckmeester, W.P. Hering, A.P. Nassy en H.J. van Ommeren. Alleen Nassy heeft zich niet herkiesbaar gesteld.
| Kandidaat        | Stemmen in de eerste ronde | resultaat |
| ---------------- | -------------------------- | --------- |
| W. Dijckmeester  | 296                        | gekozen   |
| W.P. Hering      | 337                        | gekozen   |
| E.B.J. Luitink   | 151                        | x         |
| P.A. May         | 251                        | gekozen   |
| H.J. van Ommeren | 251                        | gekozen   |
| E.Th.L. Waller   | 200                        | x         |

Bij deze verkiezingen mochten alleen mannen die aan bepaalde voorwaarden voldeden (censuskiesrecht) stemmen. Bij de eerste ronde waren er 440 geldig uitgebrachte stembiljetten waarbij een kiezer voor meer dan een kandidaat kon stemmen. Er waren vier zetels te verdelen en om in de eerste ronde gekozen te kunnen worden had een kandidaat de stem nodig van meer dan de helft van de geldig uitgebrachte stembiljetten (minstens 221 stemmen). Precies vier kandidaten voldeden aan die voorwaarde zodat er geen tweede ronde nodig was.
Na deze verkiezingen had de Koloniale Staten de volgende dertien leden:
| Naam                    | Gepland jaar van aftreding | Bijzonderheden                                                                |
| ----------------------- | -------------------------- | ----------------------------------------------------------------------------- |
| H.W. van Asch van Wijck | 1922                       | voorzitter tot midden 1918, in 1919 opgestapt en opgevolgd door D.S. Huizinga |
| J.A. Dragten            | 1922                       | vicevoorzitter; vanaf midden 1918 voorzitter                                  |
| A.R. Bueno              | 1920                       |                                                                               |
| J.R.C. Gonggrijp        | 1920                       |                                                                               |
| J.A. Jessurun           | 1920                       | in 1918 opgevolgd door S.D. de Vries                                          |
| W. Kraan                | 1920                       |                                                                               |
| A.F.C. Curiel           | 1922                       |                                                                               |
| R.D. Simons             | 1922                       |                                                                               |
| J.R. Thomson            | 1922                       | vanaf midden 1918 vicevoorzitter                                              |
| W. Dijckmeester         | 1924                       | in 1919 opgevolgd door E.Th.L. Waller                                         |
| W.P. Hering             | 1924                       |                                                                               |
| P.A. May                | 1924                       |                                                                               |
| H.J. van Ommeren        | 1924                       |                                                                               |

Gonggrijp, Kraan, Van Asch van Wijck, Curiel, Dragten, Simons, Thomson, Hering, May en Van Ommeren traden in 1918 af uit protest tegen uitspraken van minister Rambonnet. Ze werden in juli van dat jaar allemaal bij enkel kandidaatstelling herkozen met behoud van het jaar van aftreden.